# Ascogaster gourlayi
Ascogaster gourlayi är en stekelart som beskrevs av Walker och Trevor Huddleston 1987. Ascogaster gourlayi ingår i släktet Ascogaster och familjen bracksteklar. Inga underarter finns listade.